# Jakob Friedrich Fries
Jakob Friedrich Fries, nemški novokantovski filozof, * 23. avgust 1773, Barby, današnja Saška - Anhalt, Nemčija, † 10. avgust 1843, Jena, današnja Turingija, Nemčija. 
Za razliko od Kantovih najbližjih privržencev, se Fries ni omejeval samo na Kantove trditve, svojega sistema pa tudi ni ustvaril, kot so to ponavadi počeli nemški idealisti. Sprva se Fries opredeli kot mislec, ki skuša predstaviti idejo o intuiciji v Kantovi filozofiji, brez spreminjanja njegovega ključnega značaja. Slutnjo (die Ahnung) opredeli kot zmožnost našega uma zaznavanja božanskosti v naravi in človeškem duhu, preko kapacitete našega osebnega razloga. Fries meni, da te posebne sposobnosti tvorijo ključno povezavo med znanjem in vero. Povezava bi igrala pomembno vlogo v razvoju moderne filozofije, pri kateri religija skuša preseči omejitve racionalizma brez, da bi ga zamenjale nadnaravne razlage. 

## Življenje
Fries je študiral teologijo na husitski akademiji Unitas Fratrum v Nieskyju, Saška in filozofijo na Univerzi v Leipzigu in Jeni. Leta 1806 je postal profesor filozofije in matematike na Univerzi v Heidelbergu.
Tokom razvijanja njegovih psiholoških mišljenj je opustil husitsko pozitivno teologijo, ohranil pa je njen duhovni in simbolični pomen. Njegov filozofski položaj je bil v primerjavi z njegovimi sodobniki utrjen že z njegovim kritičnim delom O Reinholdu, Fichteju in Schellingu (Reinhold, Fichte und Schelling, 1803) in bolj sistematskimi razpravami Sistemi filozofije kot evidentne znanosti (System der Philosophie als evidente Wissenschaft, 1804) in Znanje, prepričanje in slutnja (Wissen, Glaube und Ahdnung, 1805).
Friesova najpomembnejša razprava Nova antropološka kritika razuma (Neue oder antropologische Kritik der Vernunft, druga izdaja, 1828-1831) je bila poskus uveljavitve njegove psihološke analize kritične filozofije Immanuela Kanta. Leta 1811 je objavil Sistemi logike (System der Logik, izdaja 1819 in 1837), leta 1814 pa Julius und Evagoras, filozofsko romanco. Bil je tudi del političnih polemik, in leta 1816 je napisal antisemitsko delo O ogroženosti blaginje in značaja Nemcev s strani Judov (Über die Gefährdung des Wohlstandes und des Charakters der Deutschen durch die Juden),v kateri poleg drugih stvari zagovarja različen znak na oblekah Judov, da bi jih razlikovali od ostalih prebivalcev. Jude je okrivil za slabo ekonomsko stanje in uničevanje nemške blaginje. 
Leta 1816 je bil povabljen v Jeno, da bi poučeval tam teoretično filozofijo, matematiko, fiziko in se pridružil kampanji proti takrat prevladujoči romantiki. V politiki je bil močan liberalec in zagovornik nemške združitve, naredil pa je tudi veliko, da bi navdihnil organizacijo Burschenschaft. Objavil je tudi brošuro, ki poziva k izključitvi Judov iz javnega življenja v Nemčiji. Leta 1816 je objavil njegove poglede v brošuri, Von deutschem Bund und deutscher Staatsverfassung, posvečen mladini Nemčije. Njegov vpliv je dal močan zagon agitaciji, ki je vodila leta 1819 k problemu uredb v Carlsbadu.
Friesovo pismo Karlu Sandu, morilcu konzervativnega dramatika Augusta von Kotzebueja, v katerem ga Fries odvrača od udeleževanja skrivnih skupščin, je bilo uporabljeno kot dokaz o Friesovi sooudeležbi v zaroti. Umor je bil uporabljen kot izgovor za preganjanje liberalnih Nemcev, ki so zahtevali združitev Nemčije. Sodišče v Mainzu ga je obsodilo sokrivde pri umoru, odvzeta mu je bila profesura na univerzi in prepovedano poučevanje filozofije. Kljub vsemu je še prejemal plačo in je lahko predaval matematiko in fiziko v Jeni. Prav tako je dobil dovoljenje za poučevanje filozofije, vendar le v njegovih prostorih določenemu krogu študentov. Leta 1838 pa so njegovo prepoved poučevanja uradno preklicali.
Fries je umrl 10. avgusta 1843. Njegova najpomembnejša dela, napisana v času njegovega poučevanja v Jeni, so Priročnik praktične filozofije (Handbuch der praktischen Philosophie, 1817-1832), Priročnih fizične antropologije (Handbuch der psychischen Anthropologie, 1820-1821) in Matematična filozofija narave (Die mathematische Naturphilosophie, 1822).

## Filozofija
Brez pomislekov Friesovo najpomembnejše delo je Wissen, Glaube und Ahndung, ki vključuje pojem Ahndung (presojo) in diskutira to idejo. Fries napeljuje bralca na njegova daljša dela, za katera meni, da s kančkom humorja predstavljajo njegovo ezoterično filozofijo, v kateri razloži stvari sistematično.
Teorija Immanuela Kanta je, da lahko poznamo pojav, in ne stvari tako kot so, saj nam primanjkuje intelektualne intuicije ali kapacitete, da direktno zaznamo stvari onstran tega, kar naši čuti nam sporočajo. To, poleg drugih stvari, onemogoča katerakoli prepričanja o Bogu in posmrtnem življenju. Kant je poskušal rešiti to nemogočo situacijo z nakazovanjem tega v praksi, naš razlog zahteva od nas, da sprejmemo obstajanje teh subjektov, ki temeljijo na moralni podlagi.
Kot mnogo drugih, je Fries zavrnil to Kantovo teorijo in jo imel za popolno iluzijo. Zanj je gotovost vere in prepričanj najvišja oblika razumnosti. Resnica nam je na tem nivoju direktno podana. Znanje, ki ga je enačil z znanjem naravnega sveta temelječega na razumevanju, nikakor ne more iti preko razumevanja navadnih spletov med pojavi. Po eni strani, je verjel v determinizem, da skozi razumevanje, pri danem času in trudu, smo vsaj teoretično zmožni dojemanja vsakega dogodka v prihodnosti, saj se dogodki razkrivajo skozi zakone. Po drugi strani, je verjel, da neposredno zaznavamo realnost. Obe strani sta zanj nepovezani.

## Vpliv in zapuščina
Za razliko od Hegla ali Schopenhauerja, Friesove ideje nikoli niso postale ekstremno vplivne v postkantovski filozofiji. Sicer sledi Kantovi filozofiji, kot novo vrednost pa ji doda intuitivni element slutnje, ki ga je sam Kant zavrnil. Okoli leta 1900 se je obnovilo zanimanje za njegovo filozofijo. To generacija nemških filozofov je vključevala mislece, kot sta Leonard Nelson in filozof Rudolf Otto. Slednji ga je zelo občudoval in povezal 'Ahnung' s svojim konceptom svetega (Heilig). Ena od Ottovih prvih del je bila tudi naslovljena s Filozofija Kanta in Friesa (1909). Paul Tillich tudi priznava Friesove prispevke k njegovi filozofiji o religiji. 
Fries je imel tudi vpliv na Karla Gustava Junga, Mirceo Eliadeja, Karla Popperja in Juliusa Krafta.

## Dela
- Fries, Jakob. Reinhod, Fichte und Schelling. 1803.
- Fries, Jakob. System der Philosophie als evidente Wissenschaft. 1804.
- Fries, Jakob. Wissen, Glaube und Ahndung. 1805.
- Fries, Jakob. Neue oder Anthropologische Kritik der Vernunft. 1807.
- Fries, Jakob. Handbuch der praktischen Philosophie. 1817-1832.
- Fries, Jakob. Handbuch der psychischen Anthropologie. 1820-1821.
- Fries, Jakob. Die matematische Naturphilosophie. 1822.
- Fries, Jakob. System der Metaphysik. 1824.
- Fries, Jakob. Die Geschichte der Philosophie. 1837-1840.